# Tibets herrlandslag i fotboll
Tibets herrlandslag i fotboll representerar Tibet i fotboll för herrar. Laget kontrolleras av Tibets nationella fotbollsförbund, och är inte med i Fifa eller AFC, och därmed får man inte kvalspela till de stora turneringarna.